# So This Is Paris (film, 1955)
Pour les articles homonymes, voir So This Is Paris.
Cet article possède un paronyme, voir Ça c'est Paris.
Pour plus de détails, voir Fiche technique et Distribution.
So This Is Paris est un film américain réalisé par Richard Quine et sorti en 1955.

## Synopsis
Trois marins américains en permission au Havre, se rendent à Paris où ils ont des aventures avec plusieurs femmes.

## Fiche technique
- Titre original : So This Is Paris
- Titre en Belgique francophone : Ça c'est Paris
- Titre allemand : Drei Matrosen in Paris
- Réalisation : Richard Quine
- Scénario : Charles Hoffman (en) d'après une histoire de Ray Buffum[1]
- Image : Maury Gertsman
- Décors : Eugène Lourié, Alexander Golitzen
- Costumes : Rosemary Odell
- Musique : Henry Mancini, Herman Stein
- Montage : Virgil W. Vogel
- Production : Albert J. Cohen
- Société de production : Universal Pictures
- Pays de production :  États-Unis
- Lieu de tournage : Universal Studios, Californie
- Durée : 96 minutes
- Dates de sortie : 
  - New York, 11 février 1955
  - Belgique, 8 avril 1955

## Distribution
- Tony Curtis : Joe Maxwell
- Gloria DeHaven : Colette d'Avril / Jane Mitchell
- Gene Nelson : Al Howard
- Corinne Calvet : Suzanne Sorel
- Paul Gilbert (en) : Davy Jones
- Mara Corday : Yvonne
- Ann Codee : Grand'mère Marie
- Roger Etienne : Pierre Deshons
- Myrna Hansen : Ingrid
- Allison Hayes : Carmen
- Christiane Martel : Christiane
- Eugene Borden : le réceptionniste
- Jean De Briac : Mr. Sorel
- Barry Norton : un gendarme
- Rolfe Sedan : un chaufeur de taxi
- Regina Dombek : Miss Photo Flash
- Arthur Gould-Porter : Albert
- Pat Horn : une danseuse
- Michelle Ducasse : Simone
- Maithe Iragui : Cecile
- Lucien Plauzoles : Eugene
- Numa Lapeyre : Charlot
- Lizette Guy : Jeannine
- Carlos Albert : un postier
- George Davis : Emil
- Karl 'Killer' Davis : Angel
- Marcel De la Brosse : un serveur
- Victor Desny : un photographe
- George Gastine : un joueur de craps
- Gregory Golubeff : le fermier
- Jean Heremans : un joueur de craps
- Gladys Holland : figuration
- Donald Lawton : un gendarme
- Eddie Le Baron : un joueur de craps
- André Villon : un gendarme